# Baltimore (Maryland)
Baltimore az Amerikai Egyesült Államok huszadik legnépesebb városa. A Chesapeake-öböl partján fekszik, Maryland államban. Kül- és elővárosaival együtt népessége körülbelül 2,6 millió fő. A város úgynevezett "independent city" (körzetmentes város). 1851 óta nem része a szomszédos Baltimore megyének. 2006-ban 640 966 lakosa volt (2005: 640 064) és az Egyesült Államok egyik legjelentősebb tengeri kikötője.
Baltimore-ban található a híres író, Edgar Allan Poe, valamint az újságíró H. L. Mencken lakóháza és sírja. Itt született a híres baseballjátékos Babe Ruth, az úszó Michael Phelps is, ki minden idők legsikeresebb olimpikonjának számít. Baltimore ihlette meg az amerikai himnusz szerzőjét is. A városban sok híres történelmi épület és emlékmű van. Baltimore-ban a két nagy egyetem mellett számos más képzési forma található. Tele van a város múzeumokkal és nem utolsósorban itt található a híres akvárium is (Inner Harbor).
A városnak különféle becenevei vannak, melyek közül talán a "Crabtown" (rákváros) a leghíresebb. Nem véletlen, hiszen a városban található a legtöbb tengeri élőlényt árusító hely, főleg az Inner Harborban. A városi szuvenírek legtöbbje is rákkal ábrázolja Baltimore-t.
További becenevek, népszerű rövidítések: Charm City, Mob Town, B-more, The City of Firsts, Monument City, B-Town, Ravenstown

## Szomszéd megyék
- Baltimore megye, amely majdnem teljesen körülöleli a várost.
- Anne Arundel megye, délen határolja rövid szakaszon Baltimore-t.

## Éghajlata

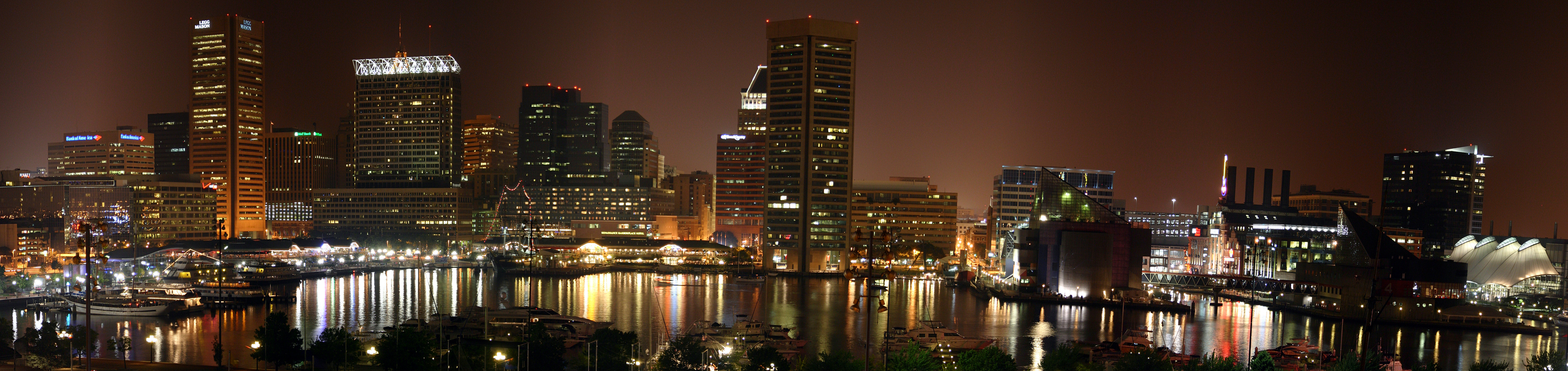
Éjszakai panorámakép Baltimore városáról

| Hónap                         | Jan. | Feb. | Már. | Ápr. | Máj. | Jún. | Júl. | Aug. | Szep. | Okt. | Nov. | Dec. | Év   |
| ----------------------------- | ---- | ---- | ---- | ---- | ---- | ---- | ---- | ---- | ----- | ---- | ---- | ---- | ---- |
| Átlagos max. hőmérséklet (°C) | 7,0  | 8,0  | 14,0 | 20,0 | 25,0 | 30,0 | 33,0 | 31,0 | 27,0  | 21,0 | 15,0 | 9,0  | 20,1 |
| Átlagos min. hőmérséklet (°C) | −2,0 | −1,0 | 4,0  | 9,0  | 14,0 | 20,0 | 23,0 | 22,0 | 18,0  | 11,0 | 6,0  | 1,0  | 10,5 |
| Átl. csapadékmennyiség (mm)   | 77   | 73   | 99   | 81   | 101  | 88   | 103  | 83   | 102   | 84   | 83   | 85   | 1059 |
| Havi napsütéses órák száma    | 155  | 166  | 213  | 231  | 254  | 276  | 291  | 263  | 222   | 204  | 159  | 145  | 2579 |
| Forrás: NOAA                  |      |      |      |      |      |      |      |      |       |      |      |      |      |

## Demográfia

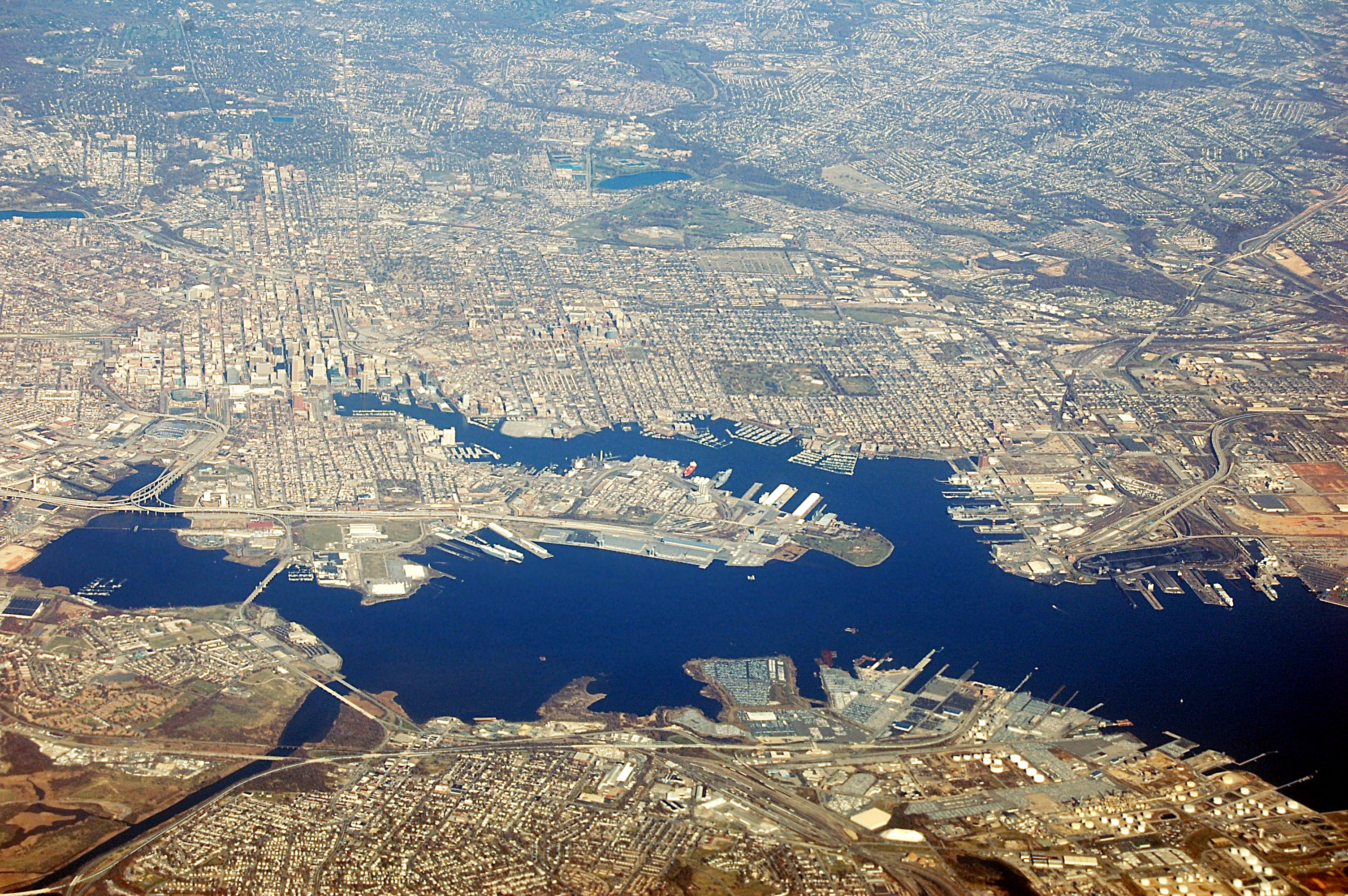
A város légi fotója

A 2010-es népszámlálási adatok alapján a város lakossága 620 961 fő. 242 212 háztartás alkotja a várost. A népsűrűség 2962,6 fő/km². A származási megoszlás alapján a lakosság:
- 63,70% fekete vagy afroamerikai,
- 29,60% fehér,
- 4,20% latin-amerikai,
- 2,30% ázsiai,
- 0,40% amerikai,
- 0,04% csendes-óceáni,
- 2,10% kettő vagy több rassz ötvözete.

Az etnikai csoportok közé tartoznak (2000): német (7,4%), ír (6%), olasz (2,8%), lengyel (2,8%) és angol (2,8%). Jelentős kisebbségek továbbá:, orosz (5,526), francia (4,721), skót (4,306), skót-ír (3,274), holland  (3,024), görög (2,693), kínai (2,404), cseh (2,206), walesi (2,137), indiai  (2,036), koreai (1,826), ukrán (1,567), litván (1,519), svéd (1,439), filippínó (1,349), norvég (1,347), arab (1,298), és magyar (1,245).

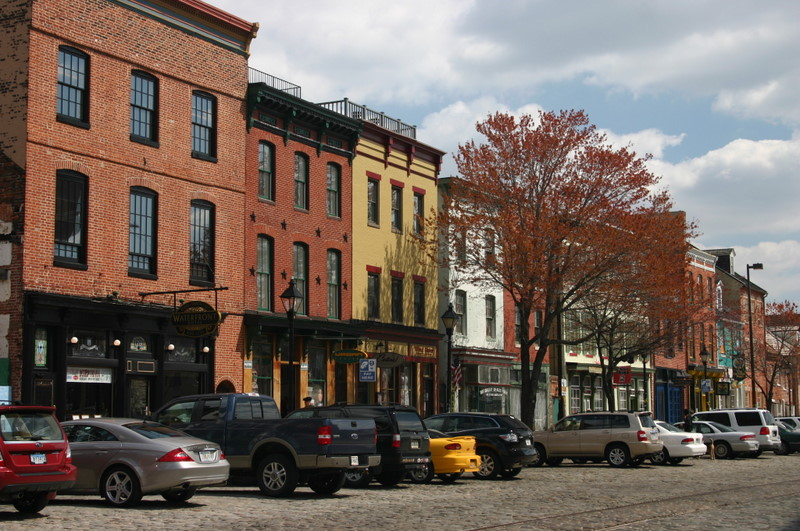
Fells Point, Baltimore

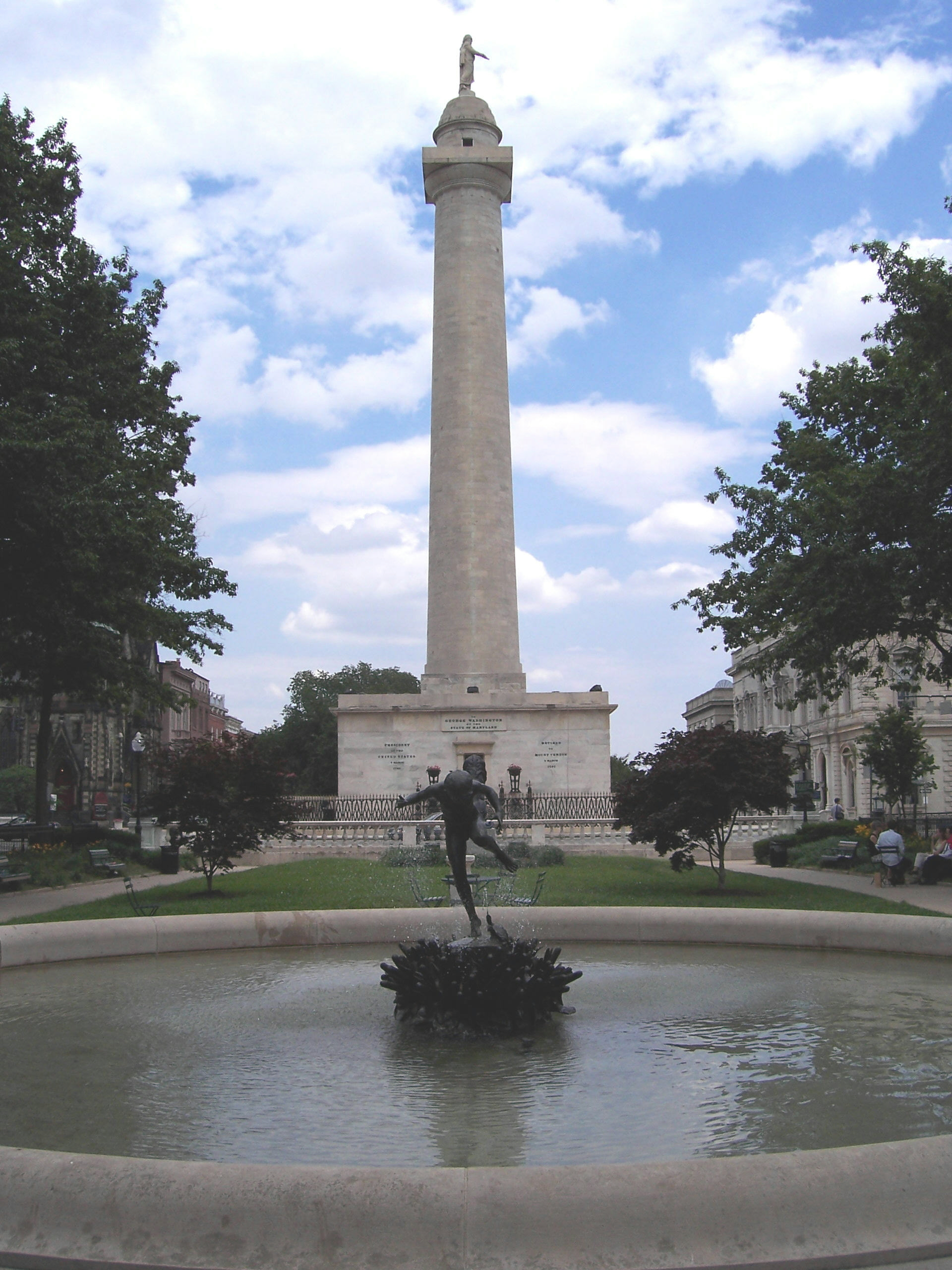
Washington Monument

## Nevezetességei
- B&O Railroad Museum
- Contemporary Museum
- Edgar Allan Poe lakóháza és sírja
- National Aquarium (közvetlenül a kikötőnél)
- Walters Art Museum

## Mindennapos problémák
Az Egyesült Államok nagyvárosai közül Baltimore küzd leginkább a szegénység, a bűnözés és a drogfogyasztás problémájával. Baltimore-ban olyan magas a bűnözési statisztika, hogy az egy évben elkövetett gyilkosságok száma körülbelül 300, amit csak mostanában sikerült ezen érték alá szorítani.
A Forbes 2009-es listája szerint Baltimore egyike az USA tíz legveszélyesebb városának. Egy FBI kimutatás is ezt támasztja alá, miszerint 2010-ben a tíz legveszélyesebb város közül a nyolcadik helyen állt. Örvendetes, hogy napjainkban némi javulást figyelhetünk meg.

## Sportélet
A városban mind a négy, amerikában népszerű sportágnak van első osztályú csapata:
- Amerikai futball (NFL): Baltimore Ravens

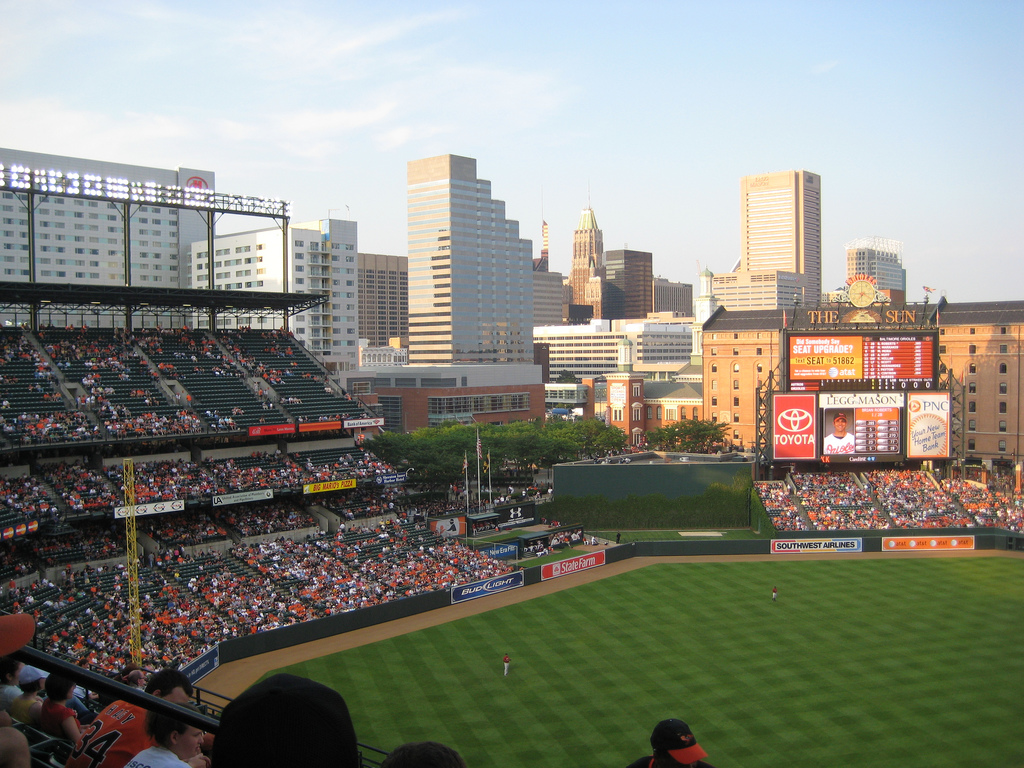
Oriole Park at Camden Yards baseballpálya, az Maryland állam beli Baltimore-ban

- Baseball (MLB): Baltimore Orioles

## Híres baltimore-iak
A város szülöttei
- David Hasselhoff – színész
- Babe Ruth – baseball játékos
- Parker Posey - színésznő
- Julie Bowen - színésznő
- Thurgood Marshall – jogász
- Michael Phelps – úszó
- Barry Levinson – filmrendező, író, képzőművész
- John Waters – filmrendező, író, képzőművész
- Leon Uris – író
- Upton Sinclair – író
- Frank Zappa – zeneszerző, gitáros
- Philip Glass – zeneszerző
- Raymond Spruance – admirális
- Zachary Merrick - Zenész, All Time Low

Baltimore-ban éltek, élnek
- Cab Calloway – dzsesszénekes, zenekarvezető, filmszínész
- Billie Holiday – jazz énekesnő
- Edgar Allan Poe – író, költő
- Alex Gaskarth - zenész
- Jack Barakat - zenész
- Rian Dawson - zenész

## Testvérvárosai
Baltimorenak tizenegy testvérvárosa van.
- Alexandria (Egyiptom) 1995
- Askelón (Izrael) 2005
- Bremerhaven (Németország) 2007
- Gbarnga (Libéria) 1973
- Genova (Olaszország) 1985
- Kavaszaki (Kanagava) (Japán) 1978
- Luxor (Egyiptom) 1982
- Pireusz (Görögország) 1982
- Odessza (Ukrajna) 1974
- Rotterdam (Hollandia) 1985
- Hsziamen (Kína) 1985